# Messaggio di Arecibo

Il messaggio di Arecibo

Il messaggio di Arecibo è un messaggio radio trasmesso nello spazio dal radiotelescopio di Arecibo, in Porto Rico, il 16 novembre 1974. È stato indirizzato verso l'Ammasso Globulare di Ercole (M13), a 25 000 anni luce di distanza. La scelta di M13 è legata al fatto che si tratta di ampia costellazione, relativamente stabile e visibile nel cielo al tempo della cerimonia.
Il messaggio è composto da 1679 cifre binarie, numero appositamente scelto in quanto prodotto di due numeri primi (23 e 73). In questo modo, presupponendo che chiunque lo riceva decida di ordinarlo in un quadrilatero, potrà farlo soltanto ordinandolo in 23 righe e 73 colonne o 73 righe e 23 colonne. L'informazione così sistemata nella prima disposizione (23 righe, 73 colonne) produce un disegno senza senso, ma nel secondo modo (73 righe, 23 colonne), se correttamente disposto in caratteri e spaziature, forma un'immagine nella quale si possono riconoscere delle informazioni (crittogramma di Drake).

## Descrizione
Il messaggio è stato scritto come stringa binaria. La scelta di utilizzare il numero 1 per indicare le alte frequenze e lo 0 per le basse frequenze è puramente arbitraria, come pure le interruzioni di linea dopo 23 bit che sono state introdotte per la leggibilità umana.
Leggendo da sinistra a destra e dall'alto al basso, mostra le seguenti informazioni:
- i numeri da uno (1) a dieci (10) in formato binario (bianco);
- i numeri atomici degli elementi idrogeno, carbonio, azoto, ossigeno e fosforo (viola);
- la formula degli zuccheri e basi dei nucleotidi dell'acido desossiribonucleico (DNA) (verde);
- il numero dei nucleotidi nel DNA (bianco);
- una rappresentazione grafica della doppia elica del DNA (blu);
- una rappresentazione grafica di un uomo e le dimensioni (altezza fisica) di un uomo medio (rosso);
- la popolazione della Terra (bianco);
- una rappresentazione grafica del sistema solare (giallo);
- una rappresentazione grafica del radiotelescopio di Arecibo e le dimensioni dell'antenna trasmittente. (viola; bianco e blu, ultima riga);

Poiché il messaggio impiegherà 25 000 anni per raggiungere la sua destinazione (oltre a ulteriori 25 000 anni per una eventuale risposta) il messaggio di Arecibo è più una dimostrazione delle conquiste tecnologiche raggiunte dal genere umano che un reale tentativo di tenere una conversazione con una razza aliena. Al tempo in cui il messaggio raggiungerà l'ammasso globulare, il suo nucleo non si troverà più nella posizione attuale, a causa del suo movimento attorno al centro galattico. Tuttavia il moto proprio di M13 è così piccolo che il messaggio dovrebbe comunque raggiungere il centro dell'ammasso.
La bassa risoluzione delle immagini potrebbe rendere impossibile la comprensione di alcuni suoi elementi.
Il messaggio è stato ideato dal Dr. Frank Drake (all'epoca docente alla Cornell University e creatore della famosa equazione di Drake) con l'aiuto tra gli altri di Carl Sagan.

L'efficacia di questo messaggio è stata molto dibattuta.

## Spiegazione

### Numeri
Leggendo da sinistra a destra, i numeri da 1 a 10 appaiono in formato binario. Essendo la colonna composta da soli tre elementi, i numeri 8, 9 e 10 sono rappresentati su due colonne.

Gli elementi più in basso (presenti nella quarta riga del messaggio) indicano l'inizio del numero.
```
0 0 0 1 1 1 1 00 00 00
0 1 1 0 0 1 1 00 00 10
1 0 1 0 1 0 1 01 11 01
X X X X X X X  X  X  X <- indicatori di inizio dei numeri
```

### Elementi DNA
I numeri 1, 6, 7, 8 e 15 (questa volta rappresentati in colonne da quattro cifre più una come indicatore di inizio numero) rappresentano rispettivamente l'idrogeno (H), il carbonio (C), l'azoto (N), l'ossigeno (O) e il fosforo (P), ovvero gli elementi costitutivi del DNA.

### Nucleotidi
Questa parte del messaggio descrive le molecole che compongono il DNA specificandone il numero degli elementi seguendo l'ordine presentato nella parte precedente (il primo numero indica il numero di atomi di idrogeno, il secondo numero indica il numero di atomi di carbonio e così via).
| Part 3 — The nucleotides of DNA |                    |                   |                       |  |
| Deossiribosio (C5H7O)           | Adenina (C5H4N5)   | Timina (C5H5N2O2) | Deossiribosio (C5H7O) |  |
| Fosfato (PO4)                   |                    |                   | Fosfato (PO4)         |  |
| Deossiribosio (C5H7O)           | Citosina (C4H4N3O) | Guanina (C5H4N5O) | Deossiribosio (C5H7O) |  |
| Fosfato (PO4)                   |                    |                   | Fosfato (PO4)         |  |
|                                 |                    |                   |                       |  |

### Doppia elica
In questa parte del messaggio viene rappresentata visivamente la struttura a doppia elica del DNA, mentre la barra centrale indica il numero di nucleotidi (il numero rappresentato è 4,2 miliardi, anche se le coppie di basi nel genoma umano sono stimate essere 3,2 miliardi).

### Umanità
L'elemento centrale rappresenta un uomo, mentre il numero 14 (scritto orizzontalmente a sinistra) moltiplicato per la lunghezza d'onda del messaggio (126 mm) dà 1 764 mm, l'altezza media di un essere umano. L'elemento a destra è il numero 4 292 853 750 codificato in 32 bit (FFDFBFF6 in esadecimale) e rappresenta il numero della popolazione mondiale nel 1974. È possibile ipotizzare che nel caso una eventuale ricezione del messaggio da parte di una civiltà avanzata avvenisse, tale simbolo sarebbe quello di più difficile interpretazione (sicuramente il più curioso) per gli ipotetici alieni.

### Sistema solare
In questa parte viene rappresentato il sistema solare, mostrando da sinistra a destra il Sole, Mercurio, Venere, la Terra (mostrata traslata in alto per indicare da quale pianeta è stato mandato il messaggio), Marte, Giove, Saturno, Urano, Nettuno e Plutone.
Oltre alla posizione, il disegno fornisce un'indicazione non in scala delle dimensioni dei pianeti.

### Telescopio
Quest'ultima parte rappresenta il radiotelescopio di Arecibo. Il numero 2 430 sottostante invece (rappresentato orizzontalmente, l'indice di inizio numero è il bit in basso a destra del gruppo centrale) moltiplicato per la lunghezza d'onda rappresenta il diametro del radiotelescopio, ossia 304,18 m.

## Il messaggio
```
00000010101010000000000
00101000001010000000100
10001000100010010110010
10101010101010100100100
00000000000000000000000
00000000000011000000000
00000000001101000000000
00000000001101000000000
00000000010101000000000
00000000011111000000000
00000000000000000000000
11000011100011000011000
10000000000000110010000
11010001100011000011010
11111011111011111011111
00000000000000000000000
00010000000000000000010
00000000000000000000000
00001000000000000000001
11111000000000000011111
00000000000000000000000
11000011000011100011000
10000000100000000010000
11010000110001110011010
11111011111011111011111
00000000000000000000000
00010000001100000000010
00000000001100000000000
00001000001100000000001
11111000001100000011111
00000000001100000000000
00100000000100000000100
00010000001100000001000
00001100001100000010000
00000011000100001100000
00000000001100110000000
00000011000100001100000
00001100001100000010000
00010000001000000001000
00100000001100000000100
01000000001100000000100
01000000000100000001000
00100000001000000010000
00010000000000001100000
00001100000000110000000
00100011101011000000000
00100000001000000000000
00100000111110000000000
00100001011101001011011
00000010011100100111111
10111000011100000110111
00000000010100000111011
00100000010100000111111
00100000010100000110000
00100000110110000000000
00000000000000000000000
00111000001000000000000
00111010100010101010101
00111000000000101010100
00000000000000101000000
00000000111110000000000
00000011111111100000000
00001110000000111000000
00011000000000001100000
00110100000000010110000
01100110000000110011000
01000101000001010001000
01000100100010010001000
00000100010100010000000
00000100001000010000000
00000100000000010000000
00000001001010000000000
01111001111101001111000
```